# 小城郡
- 令制国一覧 > 西海道 > 肥前国 > 小城郡
- 日本 > 九州地方 > 佐賀県 > 小城郡

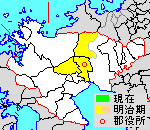
佐賀県小城郡の位置（薄黄：後に他郡に編入された区域）

小城郡（おぎぐん）は、佐賀県（肥前国）にあった郡。

## 郡域
1878年（明治11年）に行政区画として発足した当時の郡域は、下記の区域にあたる。
- 佐賀市の一部（富士町大字梅野・富士町大字松瀬・富士町大字小副川・富士町大字関屋を除く富士町各大字および大和町大字八反原）
- 小城市の全域
- 多久市の大部分（南多久町大字花祭を除く）
- 杵島郡江北町の一部（惣領分の一部）

## 歴史
古くは「をき」と読んだ。小城の地名は、肥前国風土記にある土蜘蛛が防御に利用した「堡(おき)」（砦(とりで)）に由来するといわれている。
『和名抄』の中で、国府の名称として「乎岐（おぎ）国府」と書かれた場合もある。

### 平安時代
川上郷（加波加美＝川上）、甕調郷（美加都岐＝三日月）、高来郷（多久）、伴部郷（止毛）の四郷「和名類聚抄」

### 鎌倉・室町時代
元寇により、下総の千葉氏が、異国警固番役として同郡に所領を得る。後に、土着して祇園城（千葉城）を本拠として、佐賀郡、杵島郡にも勢力を広げる。1471年に、日本を訪れた李氏朝鮮の使臣・申淑舟の著書『海東諸国記』にも肥前国最大の勢力として千葉氏の名を挙げている。
室町時代後期には、千葉氏は龍造寺氏とともに少弐氏を支えている。応仁の乱の頃に、千葉氏は家督争いで東西に分裂して、衰退した。祇園城の東千葉氏（祇園千葉氏）は大内氏と結び、晴気城の西千葉氏（晴気千葉氏）は少弐氏と結んで互いに争った。東千葉氏の滅亡後は、千葉家旧臣たちはそのまま川久保神代家の家臣になった。西千葉家は、千葉胤連のときに龍造寺隆信に従って配下になった。

### 江戸時代
江戸時代に全域が佐賀藩領になり、大部分は小城藩になっている。小城藩は佐賀藩の支藩で、初代佐賀藩主・鍋島勝茂の長男・元茂が佐賀藩領内の佐嘉郡・小城郡・松浦郡において7万3000石（佐賀藩の内高）を与えられたことで始まる。
北郷、西郷、平吉郷、山内郷
※なお、佐保川嶋郷（川上一帯）、山代郷（伊万里山代一帯）も合わせて小城藩領であった。

### 近世以降の沿革
- 「旧高旧領取調帳」に記載されている明治初年時点での支配は以下の通り[1]。（3町57村）

| 知行 | 知行           | 村数     | 村名 |
| ---- | -------------- | -------- | --- |
| 藩領 | 肥前小城藩     | 1町 36村 | 八反原村、下熊川村、内野村、上熊川村、古湯村、苣木村、鎌原村、市川村、杉山村、畑瀬村、栗並村、麻那古村、中原村、大野村、大串村、上無津呂村、下無津呂村、古場村、上合瀬村、下合瀬村、藤瀬村、牛津町、金田ヶ里、堀江村、道免村、川越村、八枝村、柿樋瀬村、織島ヶ里、畑田ヶ里、下古賀村、船田ヶ里、甲柳原ヶ里、石木ヶ里、三ヶ島ヶ里、栗原ヶ里、永田村 |
| 藩領 | 肥前佐賀藩     | 1町 12村 | 多久町、板屋村、小侍村、多久原村、別府村、下多久村、納所村、晴気村、三間寺村、芦刈村、上砥川村、下砥川村、長尾村 |
| 藩領 | 佐賀藩・小城藩 | 1町 9村  | 池上ヶ里、岩蔵村、松尾村、長神田ヶ里、小城町、久米ヶ里、道辺ヶ里、樋口ヶ里、乙柳ヶ里、勝ヶ里 |

- 明治4年
  - 7月14日（1871年8月29日） - 廃藩置県により、藩領が小城県、佐賀県（第1次）の管轄となる。
  - 11月14日（1871年12月25日） - 第1次府県統合により伊万里県の管轄となる。
- 明治5年5月29日（1872年7月4日） - 佐賀県（第2次）の管轄となる。
- 明治7年（1874年） - 三間寺村が松尾村に合併。（3町56村）
- 明治9年（1876年）
  - 4月18日 - 第2次府県統合により三潴県の管轄となる。
  - 8月21日 - 長崎県の管轄となる。
- 明治11年（1878年）10月28日 - 郡区町村編制法の長崎県での施行により、行政区画としての小城郡が発足。郡役所が小城村に設置。
- 明治13年（1880年）（3町56村）
  - 川越村・八枝村が合併して浜枝川村となる[7]。
  - 明治22年までの間に芦刈村が分割し、一部が芦溝村・三王崎村となり、残部が浜枝川村に合併。
- 明治16年（1883年）5月9日 - 佐賀県（第3次）の管轄となる。

### 町村制以降の沿革

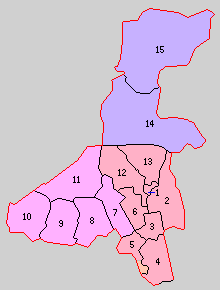
1.小城町 2.三日月村 3.牛津村 4.芦刈村 5.砥川村 6.三里村 7.東多久村 8.南多久村 9.多久村 10.西多久村 11.北多久村 12.晴田村 13.岩松村 14.南山村 15.北山村（紫：佐賀市 桃：多久市 赤：小城市 橙：杵島郡江北町）

- 明治22年（1889年）4月1日 - 町村制の施行により、以下の町村が発足。（1町14村）
  - 小城町（単独町制。現・小城市）
  - 三日月村 ← 三ヶ島ヶ里、長神田ヶ里、織島ヶ里、道辺ヶ里、堀江村、金田ヶ里、樋口ヶ里、久米ヶ里、石木ヶ里、甲柳原ヶ里（現・小城市）
  - 牛津村 ← 牛津町、柿樋瀬村、勝ヶ里、乙柳ヶ里（現・小城市）
  - 芦刈村 ← 三王崎村、浜枝川村、永田村、道免村、下古賀村、芦溝村（現・小城市）
  - 砥川村 ← 上砥川村（現・小城市）、下砥川村（現・小城市、杵島郡江北町）
  - 三里村 ← 池上ヶ里、栗原ヶ里、船田ヶ里（現・小城市）
  - 東多久村 ← 別府村、納所村（現・多久市）
  - 南多久村 ← 下多久村、長尾村、杵島郡山口村［一部］（現・多久市）
  - 多久村（多久町が単独村制。現・多久市）
  - 西多久村（板屋村が単独村制。現・多久市）
  - 北多久村 ← 多久原村、小侍村（現・多久市）
  - 晴田村 ← 晴気村、畑田ヶ里（現・小城市）
  - 岩松村 ← 岩蔵村、松尾村（現・小城市）
  - 南山村 ← 古湯村、畑瀬村、市川村、苣木村、杉山村、鎌原村、上熊川村、内野村、下熊川村、八反原村（現・佐賀市）
  - 北山村 ← 藤瀬村、大野村、中原村、麻那古村、上無津呂村、下無津呂村、古場村、下合瀬村、上合瀬村、大串村、栗並村（現・佐賀市）
- 明治27年（1894年）4月24日 - 牛津村が町制施行して牛津町となる。（2町13村）
- 明治30年（1897年）6月1日 - 郡制を施行。
- 大正12年（1923年）4月1日 - 郡会が廃止。郡役所は存続。
- 大正15年（1926年）7月1日 - 郡役所が廃止。以降は地域区分名称となる。
- 昭和7年（1932年）4月1日 - 小城町・三里村・岩松村・晴田村が合併し、改めて小城町が発足。（2町10村）
- 昭和24年（1949年）4月1日 - 北多久村が町制施行して北多久町となる。（3町9村）
- 昭和29年（1954年）5月1日 - 東多久村・南多久村・多久村・西多久村・北多久町が合併して多久市が発足し、郡より離脱。（2町5村）
- 昭和31年（1956年）9月30日（2町2村）
  - 南山村・北山村が佐賀郡小関村と合併して佐賀郡富士村が発足。
  - 牛津町および砥川村の一部（下砥川の一部を除く）が合併し、改めて牛津町が発足。砥川村の残部（下砥川の一部）が杵島郡江北町に編入。
- 昭和42年（1967年）4月1日 - 芦刈村が町制施行して芦刈町となる。（3町1村）
- 昭和44年（1969年）1月1日 - 三日月村が町制施行して三日月町となる。（4町）
- 平成17年（2005年）3月1日 - 小城町・三日月町・牛津町・芦刈町が合併して小城市が発足。同日小城郡消滅。佐賀県内では1896年の郡の再編以来、初の郡消滅となった。

### 変遷表
| 明治22年以前 | 明治22年4月1日 | 明治22年 - 昭和19年  | 昭和20年 - 昭和34年                                  | 昭和20年 - 昭和34年                                  | 昭和35年 - 昭和64年  | 平成1年 - 現在               | 現在          |
| ------------ | -------------- | -------------------- | ---------------------------------------------------- | ---------------------------------------------------- | -------------------- | ---------------------------- | ------------- |
|              | 小城町         | 昭和7年4月1日 小城町 | 小城町                                               | 小城町                                               | 小城町               | 平成17年3月1日 小城市        | 小城市        |
|              | 三里村         | 昭和7年4月1日 小城町 | 小城町                                               | 小城町                                               | 小城町               | 平成17年3月1日 小城市        | 小城市        |
|              | 晴田村         | 昭和7年4月1日 小城町 | 小城町                                               | 小城町                                               | 小城町               | 平成17年3月1日 小城市        | 小城市        |
|              | 岩松村         | 昭和7年4月1日 小城町 | 小城町                                               | 小城町                                               | 小城町               | 平成17年3月1日 小城市        | 小城市        |
|              | 三日月村       | 三日月村             | 三日月村                                             | 三日月村                                             | 昭和44年1月1日 町制  | 平成17年3月1日 小城市        | 小城市        |
|              | 芦刈村         | 芦刈村               | 芦刈村                                               | 芦刈村                                               | 昭和42年4月1日 町制  | 平成17年3月1日 小城市        | 小城市        |
|              | 牛津村         | 明治27年4月24日 町制 | 昭和31年9月30日 牛津町                               | 昭和31年9月30日 牛津町                               | 牛津町               | 平成17年3月1日 小城市        | 小城市        |
|              | 砥川村         | 砥川村               | 昭和31年9月30日 牛津町                               | 昭和31年9月30日 牛津町                               | 牛津町               | 平成17年3月1日 小城市        | 小城市        |
|              | 砥川村         | 砥川村               | 昭和31年9月30日 杵島郡 江北町に編入 （下砥川の一部） | 昭和31年9月30日 杵島郡 江北町に編入 （下砥川の一部） | 杵島郡 江北町        | 杵島郡 江北町                | 杵島郡 江北町 |
|              | 北多久村       | 北多久村             | 昭和24年4月1日 町制                                  | 昭和29年5月1日 多久市                                | 多久市               | 多久市                       | 多久市        |
|              | 東多久村       | 東多久村             | 東多久村                                             | 昭和29年5月1日 多久市                                | 多久市               | 多久市                       | 多久市        |
|              | 南多久村       | 南多久村             | 南多久村                                             | 昭和29年5月1日 多久市                                | 多久市               | 多久市                       | 多久市        |
|              | 多久村         | 多久村               | 多久村                                               | 昭和29年5月1日 多久市                                | 多久市               | 多久市                       | 多久市        |
|              | 西多久村       | 西多久村             | 西多久村                                             | 昭和29年5月1日 多久市                                | 多久市               | 多久市                       | 多久市        |
|              | 北山村         | 北山村               | 昭和31年9月30日 佐賀郡 富士村の一部                  | 昭和31年9月30日 佐賀郡 富士村の一部                  | 昭和42年10月1日 町制 | 平成17年10月1日 佐賀市の一部 | 佐賀市        |
|              | 南山村         | 南山村               | 昭和31年9月30日 佐賀郡 富士村の一部                  | 昭和31年9月30日 佐賀郡 富士村の一部                  | 昭和42年10月1日 町制 | 平成17年10月1日 佐賀市の一部 | 佐賀市        |

## 行政
小城郡長を務めた主な人物
- 野口能毅
- 辻永光
- 松尾豊次

## 関連文献
- 小城郡教育会『小城郡誌』木下泰山堂、1934年。NDLJP:1240726。